# Стребыкина, Людмила Владимировна
Людмила Владимировна Стребыкина (род. 6 января 1981) — российская футболистка, игрок в мини-футбол и пляжный футбол, вратарь.

## Биография
В 2005 году выступала в высшей лиге России по большому футболу в составе «Чертаново» (Москва), провела 4 матча, из них только в одном вышла в стартовом составе.
Много лет выступала в мини-футболе, является трёхкратной чемпионкой России в этом виде спорта[уточнить]. В том числе играла за московское «Чертаново», подмосковные «Долгие Пруды», клуб «Томск-СибГМУ».
В 2012 году принимала участие в финальном турнире чемпионата России по пляжному футболу в составе команды МГУП (Москва), выходила на поле в 5 матчах, во всех из них команда победила и стала чемпионом России. Также спортсменка выступала за МГУП в чемпионате Москвы.
Участвовала в патриотических мероприятиях, в соревнованиях по футболу среди театров. Вне спорта работает художником-бутафором.